# Radošina
Radošina (allemand : Radoschin, hongrois : Radosna) est un village de Slovaquie situé dans la région de Nitra.

## Histoire
Première mention écrite du village en 1277.

## Démographie

### Évolution de la population
| Année:               | 1994. | 2004.   | 2014.   | 2024.   |
| -------------------- | ----- | ------- | ------- | ------- |
| Nombre de personnes: | 2025  | 1975    | 1963    | 1855    |
| Différence:          |       | -2,46 % | -0,60 % | -5,50 % |

| Année:               | 2023. | 2024.   |
| -------------------- | ----- | ------- |
| Nombre de personnes: | 1862  | 1855    |
| Différence:          |       | -0,37 % |